# Economia de Malawi

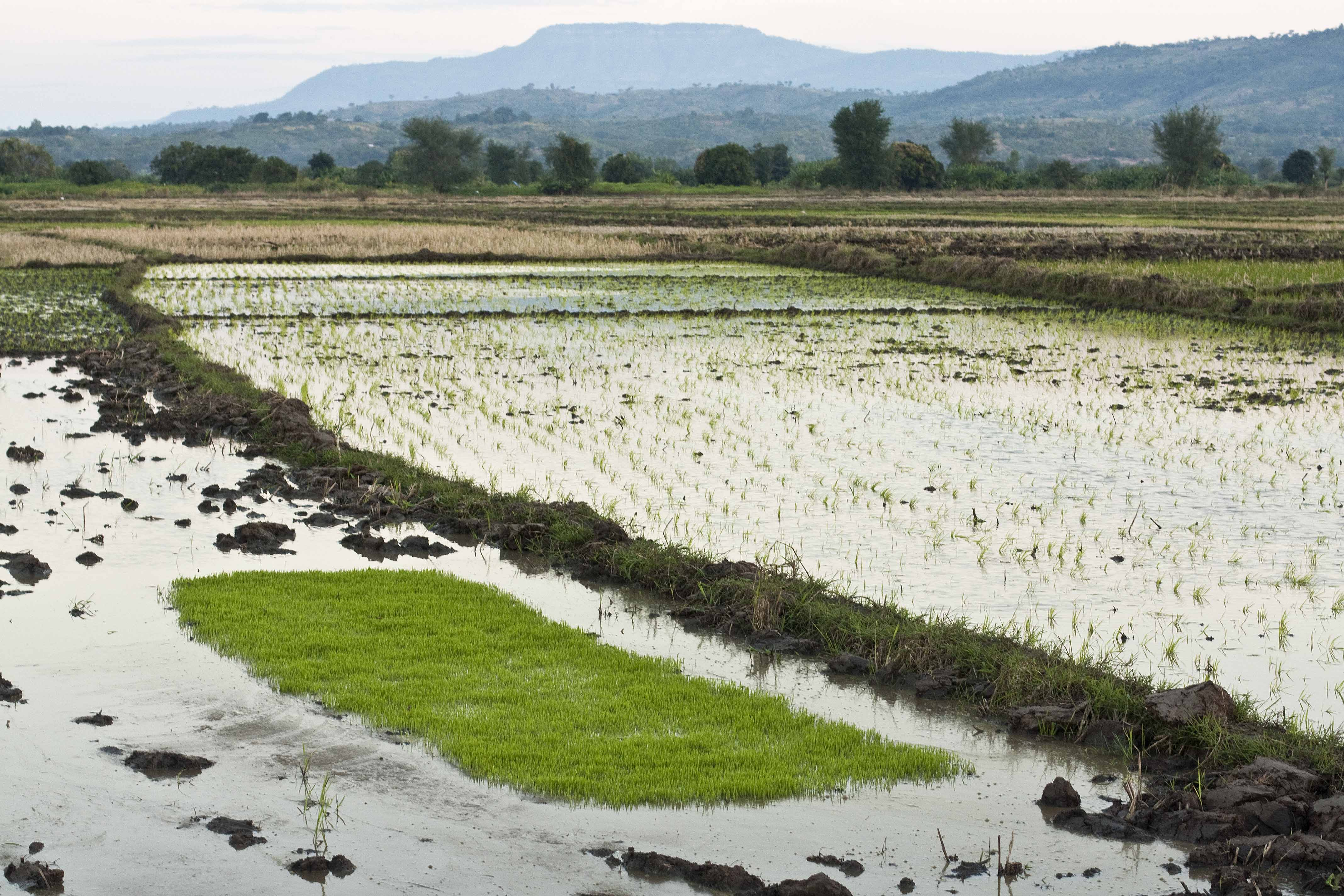
Cultiu d'arròs a Malawi.

Malawi és un dels països més densament poblats i un dels menys desenvolupats del món, que depèn fonamentalment de l'agricultura. En total té una extensió d'11,8 milions de hectàreas de les quals són cultivables només el 40%. L'agricultura representa el 38% del PIB i el 80% de les exportacions, sobretot tabac i te. Més del 80% de la població viu en el camp. Una cinquena part dels ingressos de l'economia rural es deuen a la cria de bestiar (ovelles, cabres i aus). Existeix una majoria de població que conrea minifundis que ocupen la major part de l'extensió cultivable (4,5 milions d'hectàrees) amb blat de moro i altres tipus de gra en sòls no gaire rics i d'escassa producció.
Es tracta d'una economia de subsistència amb una forta deute extern fruit de l'alta dependència de productes de l'exterior -inclosos productes alimentosos- i la seva escassa capacitat d'entaular relacions comercials favorables. Des de 1992 fins a 2005, la renda per capita ha anat decreixent, amb recuperació des del 2006 fins al 2008.